# 금성의 대기

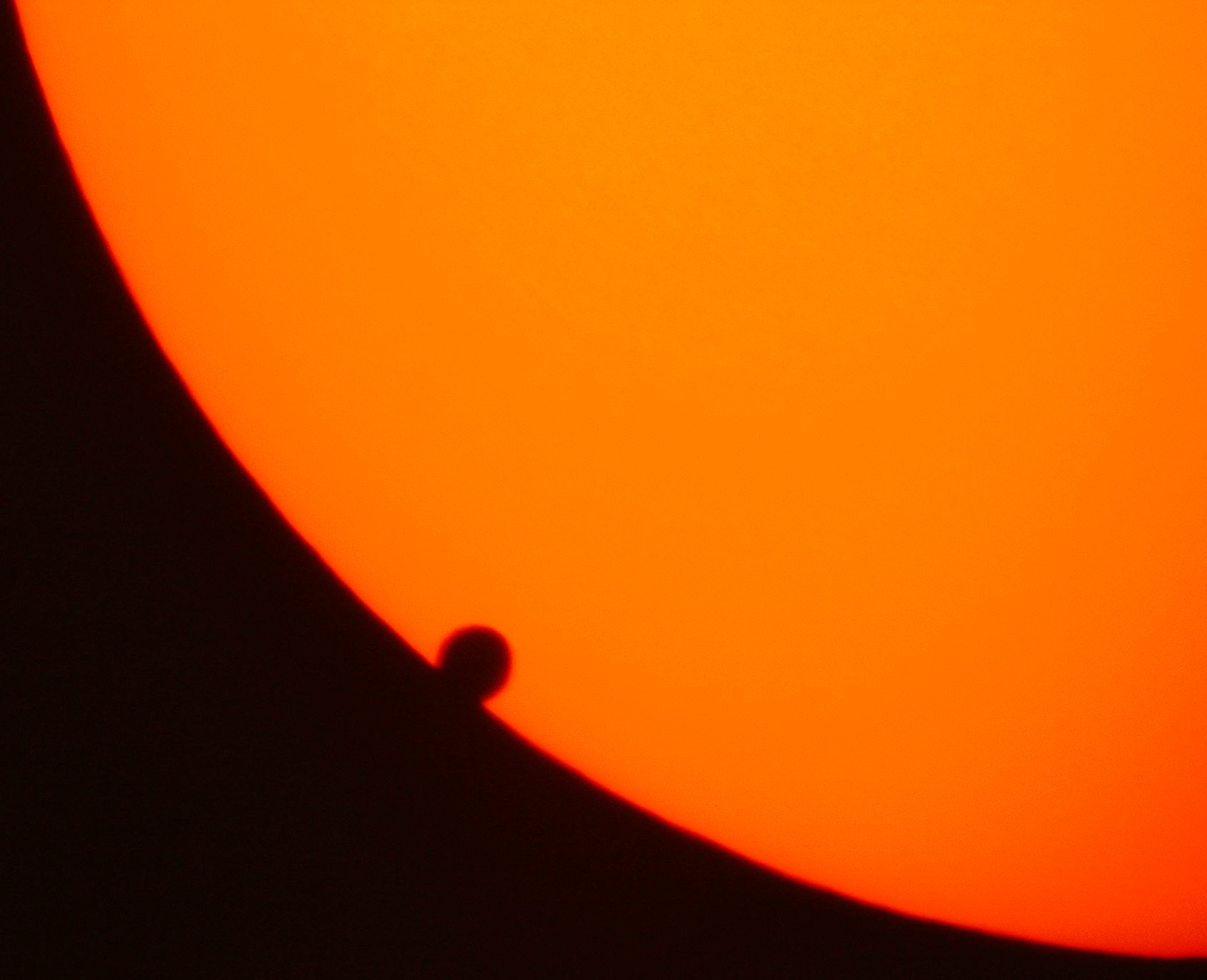
2004년 6월 8일에 있었던 금성의 일면통과. 일면통과를 이용해서 지구에서도 금성의 대기를 알아볼 수가 있었다.

태양계 두 번째 행성인 금성의 대기는 지구의 대기와 아주 다르다. 지구의 대기에 비해 금성의 대기는 밀도가 더 높고, 무거우며, 더 높은 고도까지 펼쳐져 있다. 대기의 구름은 레이다나 다른 수단을 이용하지 않으면 표면을 관찰할 수 없게 만들었고, 높은 반사율 때문에 1989년 마젤란 탐사선이 도착하기 전까지는 표면의 레이다 정보를 얻을 수 없었다.
금성 대기의 대부분은 이산화탄소로 구성되어 있다. 이산화탄소는 온실효과를 일으켜 금성 표면의 온도를 높게 유지한다. 금성은 지상의 기압이 아주 높고 온도도 최대 섭씨 480도가 되기 때문에 금성으로 간 탐사기들이 대부분 지상까지 가지 못 하거나 도착한 후 1시간 정도밖에 연락을 할 수가 없었다. 하지만, 금성의 대기는 고도 약50 - 65km에서는 기압과 온도가 지구와 거의 같으며, 이는 태양계에서 지구와 가장 비슷한 환경이라 할 수 있다. 금성에서 사람이 숨쉬는 공기 (21% 산소, 78% 질소)가 지구에 있는 헬륨처럼 자연스럽게 올라가기 때문에, 풍선 같은 모습의 탐사기를 만들어서 사람을 금성으로 보내자는 제안이 있었다.
유럽우주국이 발사한 비너스 익스프레스호는 2006년 4월에 금성에 도착했다. 첨단기술을 이용해 비너스 익스프레스는 금성에서 낮인 지역은 빽빽한 구름이 고도 20km까지 있으며 65km까지 펼쳐져 있지만, 밤인 쪽은 구름이 고도 95km까지 존재하고 있다는 것을 밝혔다. 금성의 대단히 긴 자전 주기 때문에 금성의 밤은 120일 이상이다. 구름의 영향으로 낮과 밤의 기온이 거의 차이가 없고, 태양의 영향이 없을 때 구름의 최고고도가 높아진다.
마젤란이 지구로 보낸 정보에 의하면 금성이 고도 50km 이상부터는 기압과 기온이 지구와 비슷해진다. 고도 52.5km와 54km 사이의 기온은 섭씨 20~37도이며, 고도 49.5km에서는 기압이 지구의 해발 0m와 똑같아진다.. 지구에서도 해발에 따라 기압이 달라지기 때문에 볼리비아의 수도인 라파스의 기압은 해발 0m의 61%밖에 안 되며, 해발 약 5000m에 달하는 중국의 티베트에 있는 웬쥬안이라는 마을에서도 인간이 살고 있기 때문에, 금성의 이 지구와 비슷한 공간이 우주비행사에게는 적당하다고 하는 의견도 있다. 금성의 중력도 지구와 거의 비슷한 95%인 것도 장점 중 하나이다.

## 바람
금성의 바람 속도는 고도에 따라 아주 다르다. 지상에서는 바람이 아주 느린 초속 0.3~1.0m 밖에 안 된다.) 하지만, 높은 구름층에서는 바람이 갑자기 초속 95m가 된다. 이런 현상을 super rotation (초회전)이라고 부른다. 금성이 지구와 달리 바람의 속도가 고도에 따라 그만큼 변하는지 아직 확실하게 알 수 없다. 이 수수께끼를 푸는 것이 비너스 익스프레스의 목표 중 하나이다.